# Peter Steele
 (avril 2025).
Peter Steele, nom de scène de Peter Thomas Ratajczyk, né le 4 janvier 1962 à New York et mort le 14 avril 2010 à Scranton, est un musicien américain. Il est le bassiste et le chanteur dans les trois groupes dans lesquels il joue.

## Biographie

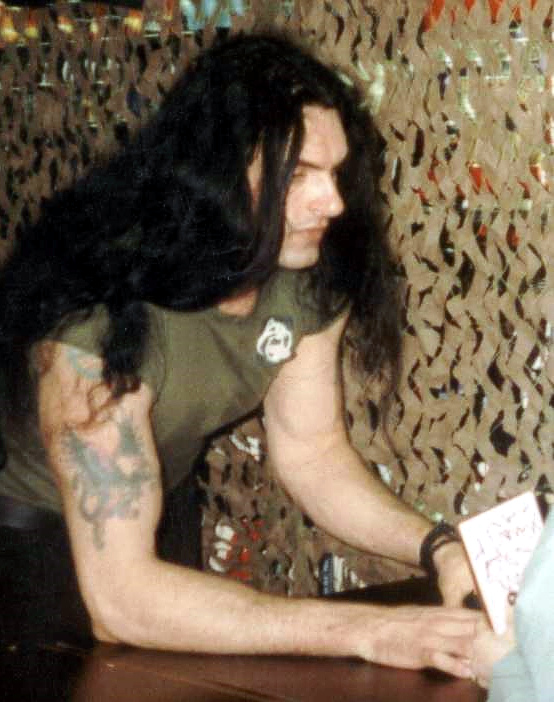
Peter en 1997

Peter Steele est le plus jeune d'une fratrie de six enfants et a cinq sœurs. À l'âge de douze ans, il commence des leçons de guitare. Au bout de six mois, il abandonne la guitare pour la basse.
Adulte, Peter Steele impressionne par son physique marqué, son timbre guttural et sa taille : 2,03 mètres, en plus d'une carrure imposante. Il pratique la musculation, qu'il recommande à ses compagnons musiciens. Il se laisse pousser les cheveux jusqu'à la taille, les teint en noir, et se fait faire sur mesure, par le dentiste de l'une de ses sœurs, des prothèses dentaires en forme de crocs de vampire pour ses canines supérieures. Steele affiche sur scène sa couleur préférée, que l'on retrouve également dans le logo et la colorimétrie des pochettes d'albums de Type O  Negative : des tenues noires ornées d'un vert allant du kaki au flashy. On la trouve jusque sur sa guitare basse customisée : les cases du manche sont vertes.
Le surnom de Green Man lui sera donné par ses fans, en référence à la chanson éponyme : elle évoque son passé comme employé des parcs de la ville de New York, vêtu d'un uniforme vert.
Il pose nu pour le magazine Playgirl en 1995. Après avoir découvert, par un contact de son ami et guitariste Kenny Hickey, que seulement 23 % des abonnés de ce magazine étaient des femmes, il regrette sa décision et s'inspire de cette expérience dans l'album Life Is Killing Me avec la chanson I Like Goils.
À l'issue de Life Is Killing Me, les fans pensaient que la fin du groupe était proche. The Dream Is Dead, dernière chanson de l'album, ainsi que le dernier enregistrement d'un battement cardiaque sur un électrocardiogramme confirmaient cette idée. Des rumeurs sur la mort du chanteur, disparu sans donner de nouvelles, ont circulé en 2005. La photo d'une pierre tombale, portant les dates et noms de Peter Steele, avait été postée sur le site officiel du groupe. Ces rumeurs de maladie comme de suicide s'évanouissent lors de la sortie en 2006 du DVD Symphony For The Devil : on voit Peter Steele faisant le pitre avec ses amis. C'était une farce caractéristique de son humour.
Dans ce DVD, il mentionne son internement dans « l'aile psychiatrique » du Kings County Hospital de New York.
Steele souffrait de stress lors de concerts : il les contrôlait en buvant du vin avant de monter sur scène. Sa paranoïa était due à sa consommation de cocaïne. Il a été dépressif toute sa vie. Il le dit en 2007 : « J'ai toujours été quelqu'un de dépressif, mais ce n'est qu'une facette de ma personnalité. Je me sens mieux quand je peux exprimer ma douleur, ma rage, ma frustration, à travers la musique. »

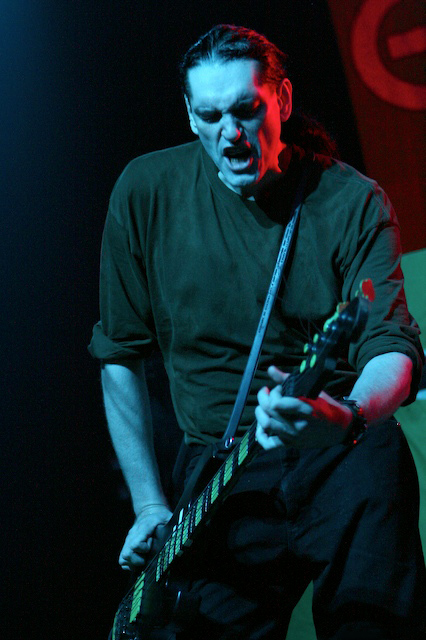
Peter en 2007

Il a été incarcéré dans la prison de Rikers Island pour avoir menacé un rival qui lui avait pris sa petite-amie. Il racontera : 
Il reproche à sa famille, et surtout à ses sœurs, de l'avoir fait interner au Kings County Hospital. Il déclare dans une interview : « Honnêtement, quand des membres de votre famille vous foutent à la porte de votre maison le soir de Noël, et qu'ils vous balancent au Kings County Hospital G-ward, et qu'on vous envoie ensuite à Riker's Island puis en désintox, parce qu'ils vous aiment tellement... »
En 2007, le « crooner gothique » révèle qu'il est catholique, bien qu'il ait été athée une grande partie de sa vie. Il s'en explique dans le magazine Decibel, toujours en 2007 : « J'ai été athée pendant longtemps. Mais, après avoir traversé ma crise de la quarantaine, en plus de voir tant de choses changer si vite, j'ai réalisé que j'étais mortel. Et quand tu commences à penser à la mort, tu commences à penser à ce qui vient après. Et puis tu commences à espérer qu'il y ait un Dieu. Pour moi, l'idée d'aller nulle part m'effraie. J'ai aussi du mal à croire que des gens comme Staline ou Hitler finissent au même endroit que Mère Térésa. »
Il est opposé au modèle d'état-providence et à ce qu'il qualifie « d'assistanat » : 

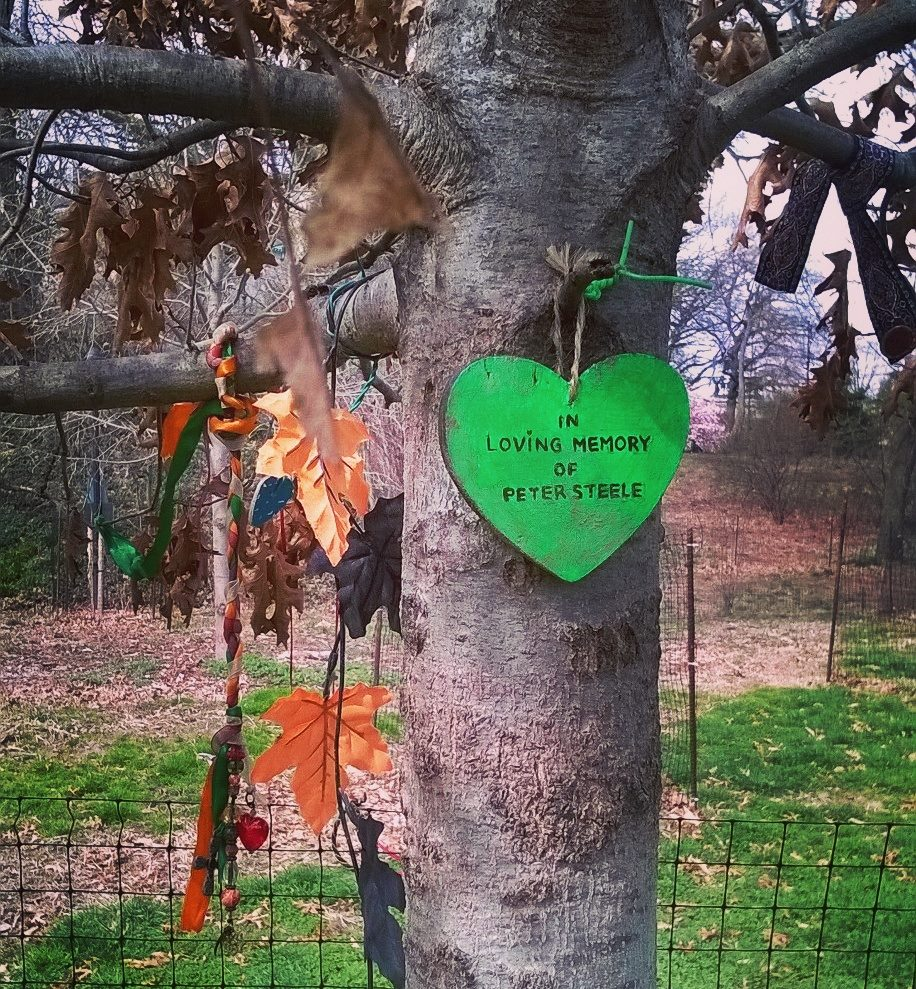
Un chêne sur lequel les fans ont accroché des hommages, a été planté à la mémoire de Steele en 2011 dans le Prospect Park de Brooklyn.

### Mort
Il meurt le 14 avril 2010, à l'âge de 48 ans. D'abord présentée comme un anévrisme aortique dû à un arrêt cardiaque,,,, sa mort serait due à une sepsis causée par une diverticulite du sigmoïde.

## Carrière

### Fallout
En 1979, il fonde le groupe de heavy metal : Fallout. Il se sépare trois ans plus tard, sa discographie se résume à un unique 45 tours.

### Carnivore
Dans la foulée, Steele fonde Carnivore (groupe), un groupe orienté vers le thrash metal. Les paroles de Steele, dures et politiquement incorrectes, traitent de la religion, de la guerre, des races et de la misogynie. Un premier album éponyme sort en 1985. Le groupe se sépare en 1987, peu après la sortie du second disque, Retaliation. Les musiciens le reforment lors du festival Wacken Open Air de 2006.

### Type O Negative
Steele fonde Type O Negative autour de ses amis d'enfance, Josh Silver, Kenny Hickey et Sal Abruscato (plus tard remplacé par Johnny Kelly). Auparavant, la formation portait le nom de Subzero, Steele arborant le tatouage d'un zéro  orné du signe moins à l'intérieur. Ce nom étant utilisé par un autre groupe, Steele garde en tête cette image du chiffre 0 avec ce moins. Un jour, alors qu'il consulte les annonces dans son annuaire, un de ses hobbies, il repére l'annonce d'une banque de sang, prête à débourser une fortune pour des dons d'un type précis de groupe sanguin : le O négatif. De ce fait, il décide de renommer le groupe Type O Negative.
Slow Deep and Hard (1991)
Le premier album de Type O Negative sort en 1991. Il est l'héritier de Carnivore : des textes traitant de ruptures sentimentales, des pulsions revanchardes, des pensées mélancoliques et suicidaires, le tout dans une ambiance doom metal. Les paroles sont le reflet d'épisodes qu'a connus le chanteur lui-même, en déclarant : « Le 15 octobre 1989, je me suis explosé le poignet. Tout ce que je peux dire, c'est que je suis tombé amoureux de la mauvaise personne. »
Le groupe subit attaques et controverses. La chanson Der Untermensch est prise pour une chanson nazie, de par son titre en allemand évoquant l'idéologie aryenne nationale-socialiste. Elle est en fait une critique acerbe des services sociaux.
The Origin of the Feces (1992)
La couverture de l'album représente un gros plan sur les sphincters de Steele. Censurée, elle fut remplacée par une autre qui représente une danse macabre. La particularité de cet album, qui ressemble à un concert, est la présence d'un public hostile, dénigrant violemment le groupe. En réalité, il s'agit d'un faux live, réalisé avec une technique particulière d'enregistrement. Ce faux live met en évidence l'esprit d'auto-dérision dont font preuve les membres du groupe.
Bloody Kisses (1993)
Bloody Kisses est le premier album de Roadrunner à être certifié disque d'or. Le chant hurlé laisse place à une voix plus grave. En dépit de l'énorme succès de l'album, des tensions naissent entre Peter et Sal. Ce dernier finit par quitter le groupe. Cet album est une occasion pour le groupe de répondre à leurs détracteurs, via les deux morceaux Kill All The White People et We Hate Everyone. Les clips Christian Woman et Black No 1 tournent en boucle sur MTV.
October Rust (1996)
Trois ans après le succès de Bloody Kisses, Peter et sa bande présentent October Rust, considéré comme l'album le plus accessible. L'image gothique du chanteur jouant de la basse, avec sa contrebasse et l'ambiance punk est abandonnée. La note d'humour est conservée : la première piste est entièrement vide. Les textes développent une thématique et une ambiance proches de la forêt, de la nature (Peter Steele dit son affection de la nature dans Green Man), du paganisme, des chagrins d'amour et du sexe. L'album est plus doux, la voix de Peter plus sensuelle.
World Coming Down (1999)
Une première piste bizarre, une entrée sur un orgue mortuaire, World Coming Down est une descente aux enfers. Les textes sont plus sombres. Ils s'appuient sur une période dure de la vie de Peter, évoquent son addiction à la cocaïne, sa longue dépression, et la douleur de voir disparaître ses proches.
Life Is Killing Me (2003)
Quatre ans après, le groupe revient avec l'album Life Is Killing Me. Les textes sont moins sombres mais aussi déprimants. La rapidité du rythme de certains titres comme I Don't Wanna Be Me tranche avec la lenteur de White Slavery, par exemple. L'ambiance est quelque peu « médicale ». Le titre Anesthesia est révélateur. Le début de Life Is Killing Me est imprégné d'une ambiance d'hôpital, de sons typiques d'électrocardiogrammes et de sirènes d'ambulance. Les paroles de la chanson sont un blâme adressé aux médecins censés s'occuper du père de Peter Steele, décédé le 14 février 1995. Le chanteur dénonce aussi certaines aberrations du système médical américain.
Dead Again (2007)
Cet album est un bilan de la carrière des quatre ternes[Quoi ?]. La couverture représente Raspoutine, qui selon les dires de Josh Silver, convenait parfaitement. Il a déclaré dans le magazine Hard n Heavy :
Raspoutine a tenté de se suicider quatre fois et peut-être même plus, cela dépend de l'histoire que tu as lue, donc qui mieux que lui aurait pu illustrer le titre Dead Again ?
Cet album se distingue du précédent par l'ambiance globale, il se révèle être un retour aux sources, avec réapparition des chants hurlés, des rythmes plus rapides. Les paroles de Tripping A Blind Man montrent la rancune, voire la haine de Peter envers sa famille (voir plus haut).

## Influences
Black Sabbath et les Beatles furent les principales influences musicales de Peter Steele. Au cours de sa carrière, il a fait de nombreuses reprises, comme la chanson Hey Joe de Jimi Hendrix, renommée et modifiée avec l'humour du bassiste en Hey Pete dans The Origin of the Feces. Day Tripper, la dernière chanson de World Coming Down, réunit trois titres des Beatles. Dans l'édition limitée de Life Is Killing Me apparaît une reprise de Black Sabbath.[réf. nécessaire]